# Wikipédia en arménien
Wikipédia en arménien (en arménien : Հայերեն Վիքիպեդիա ; Vikipedia Azat Hanragitaran) est l’édition de Wikipédia en arménien, langue indo-européenne parlée en Arménie et au Haut-Karabagh. L'édition est lancée en juillet 2004, et dans les faits en février 2005. Son code est : hy.
Au 23 mai 2025, l'édition en arménien contient 319 286 articles et compte 154 338 contributeurs, dont 495 contributeurs actifs et 10 administrateurs.

## Présentation

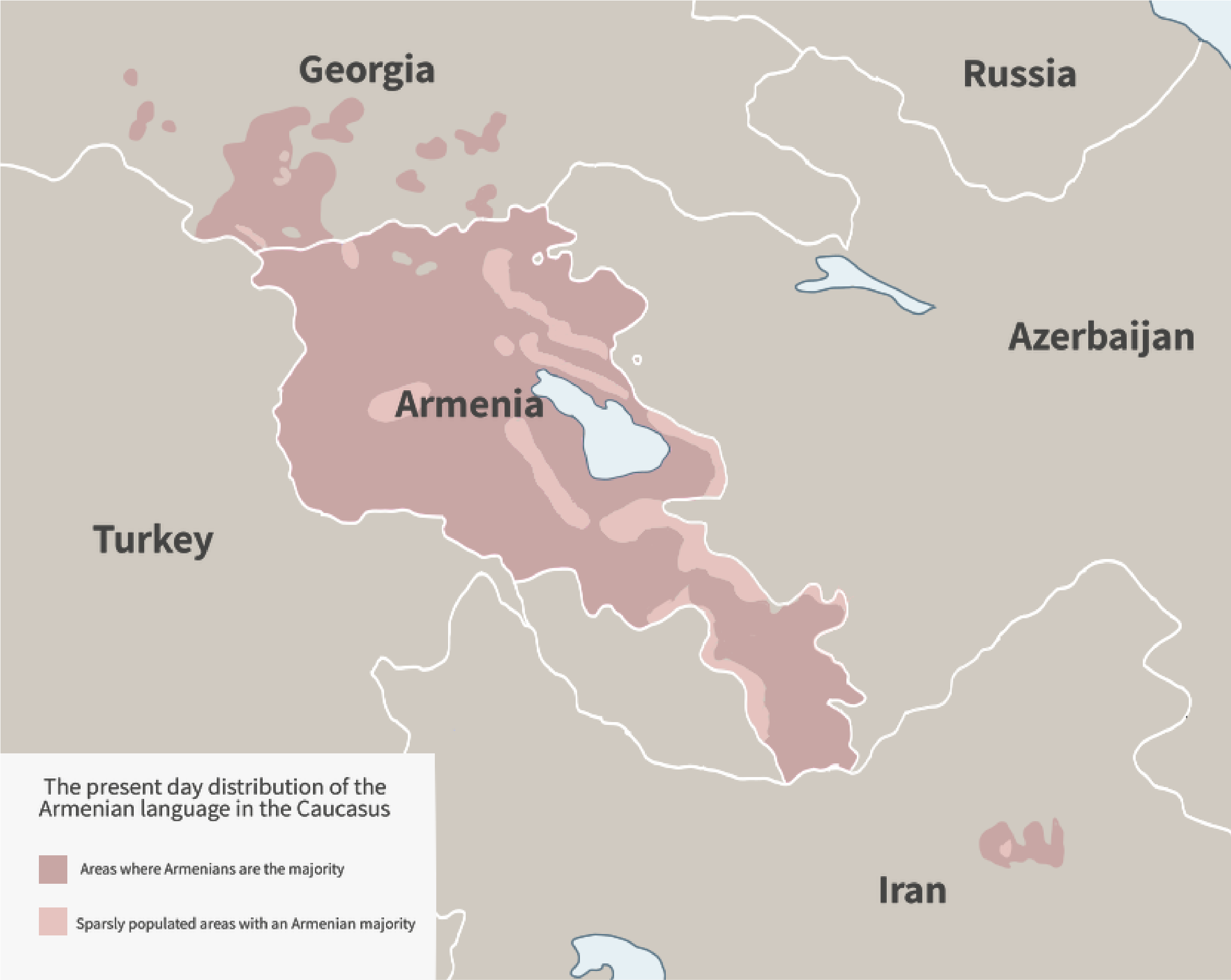
Répartition géographique de l'arménien.

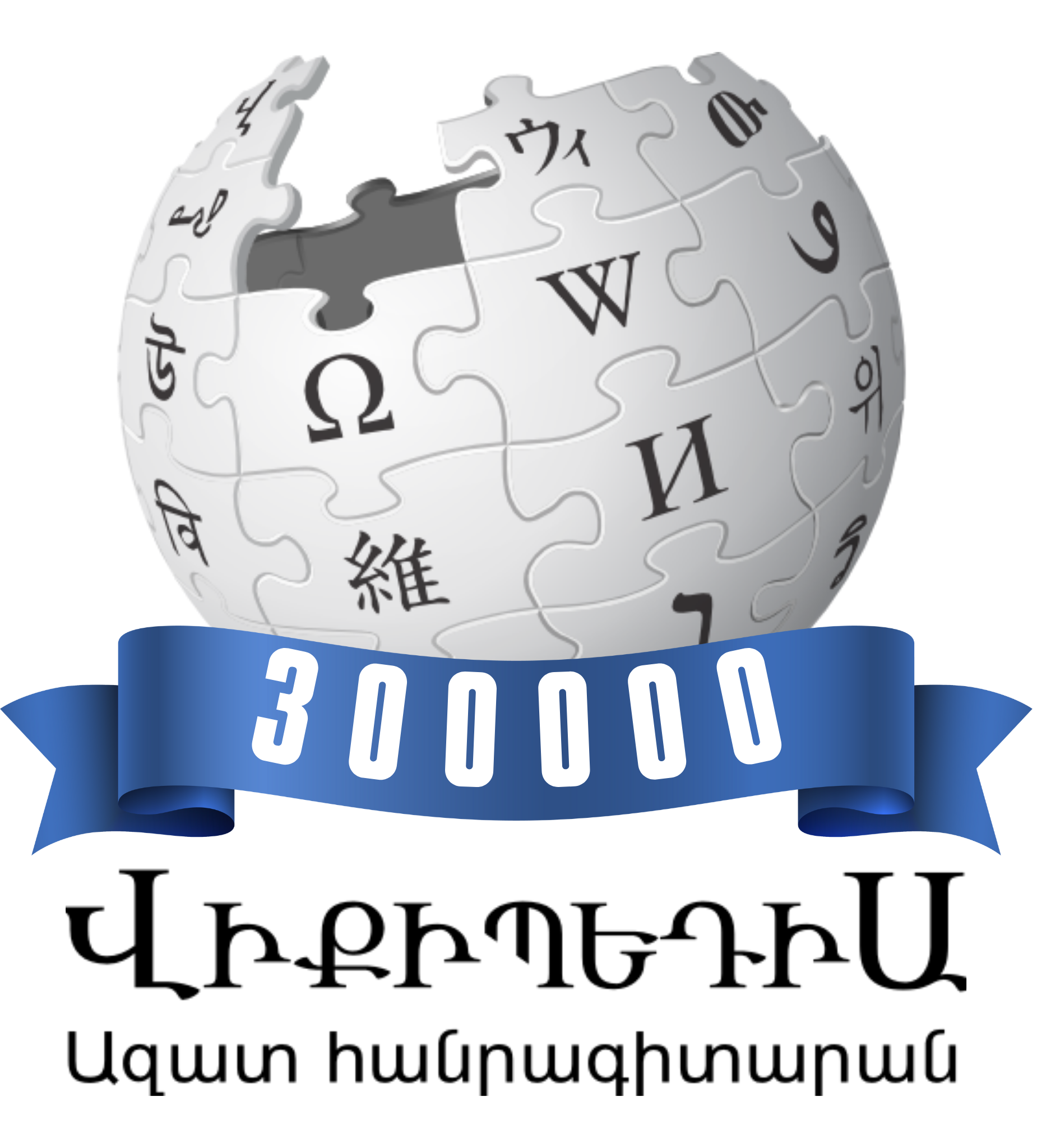
Au passage des 300000 articles.

## Statistiques
Les statistiques sont disponibles sur le site meta.wikimedia.org.
- En janvier 2014, elle compte quelque 109 000 articles.
- Le 27 octobre 2015, elle compte 189 915 articles, 44 560 utilisateurs, 554 utilisateurs actifs et 8 administrateurs.
- Le 29 juin 2016, le wiki compte 201 590 articles.
- Le 20 septembre 2022, l'édition contient 293 326 articles et compte 124 879 contributeurs, dont 372 contributeurs actifs et 11 administrateurs.
- Le 30 août 2024, l'édition contient 312 750 articles et compte 146 794 contributeurs, dont 450 contributeurs actifs et 10 administrateurs.